# Bandera de Palestina
La bandera de Palestina (àrab: علم فلسطين, ʿalam Falasṭīn) apareix regulada en un decret de l'Organització per a l'Alliberament de Palestina aprovat l'1 de desembre de 1964. Està basada i és molt semblant, només la col·locació dels colors les diferencia, a la senyera de la Rebel·lió Àrab que va dissenyar Sharif Hussein en 1916.
La bandera palestina està composta per tres franges horitzontals de la mateixa grandària (negre, blanc i verd), unides amb un triangle vermell situat en la vora més pròxima al masteler. Els colors de les franges horitzontals simbolitzen al califat dels abbàssides, al Califat de la dinastia omeia i al Califat Fatimita. El triangle vermell representa la dinastia haixemita que va participar en la Rebel·lió Àrab.
Els palestins van tornar a utilitzar la bandera de la Rebel·lió Àrab a partir de la Conferència Palestina celebrada a Gaza el 1948. L'Organització per a l'Alliberament de Palestina va declarar aquesta bandera com a símbol dels palestins el 1964 durant la celebració Conferència Palestina de Jerusalem. El 15 de novembre de 1988, va ser definida per l'Organització per a l'Alliberament de Palestina com a senyera de l'Estat de Palestina.
El 13 de Desembre del 2011 es va ondejar per primera vegada a la UNESCO per compte de l'admissió de Palestina com a membre de l'organització.

## Història
La bandera va ser adoptada el 1948 per l'Alt Comitè Àrab durant la proclamació del Govern a Gaza sobre "tota Palestina".
Una resolució del 10 de Setembre del 2015 de les Nacions Unides autoritza les banderes dels estats no membres, però els observadors a surar davant de la seu de la institució. Com a resultat d'aquesta resolució (119 si, 8 en contra i 45 abstencions), les banderes dels estats observadors (a part de Palestina, l'únic altre estat observador és el Vaticà però qui no es va unir a aquesta sol·licitud) s'incrementarà com a resultat de les banderes dels estats membres (aquestes estan ordenades per ordre alfabètic).

## Descripció
Consta de tres ratlles acolorides referents als colors de les tres dinasties dels califes islàmics: els abbàssides (negre), els omeies (blanc) i els fatímids (verd) i un triangle vermell que fa referència a la dinastia dels haszides. Els colors que s'utilitzen són panàrabs. El patró fou manllevat de la bandera àrab de la revolta de 1916, canviant només la disposició dels colors. Les banderes de Jordània i el Sàhara Occidental són gairebé idèntiques.

## Bandera històrica

Bandera del Mandat Britànic de Palestina 1927-1948

La Palestina sota mandat britànic prové de la conferència de San Remo, on els vencedors de la Primera Guerra Mundial van compartir les províncies àrabs de l'Imperi Otomà. La Societat de les Nacions (SDN) confia als britànics el territori que cobreix tant Jordània com Palestina.
La bandera d'aquest territori estava composta per l'Enseny Vermell flanquejat per un disc blanc on s'esmentava el nom Palestina a la capital. Igual que les dependències del Regne Unit, Union Jack es va utilitzar oficialment en edificis oficials.

## Origen

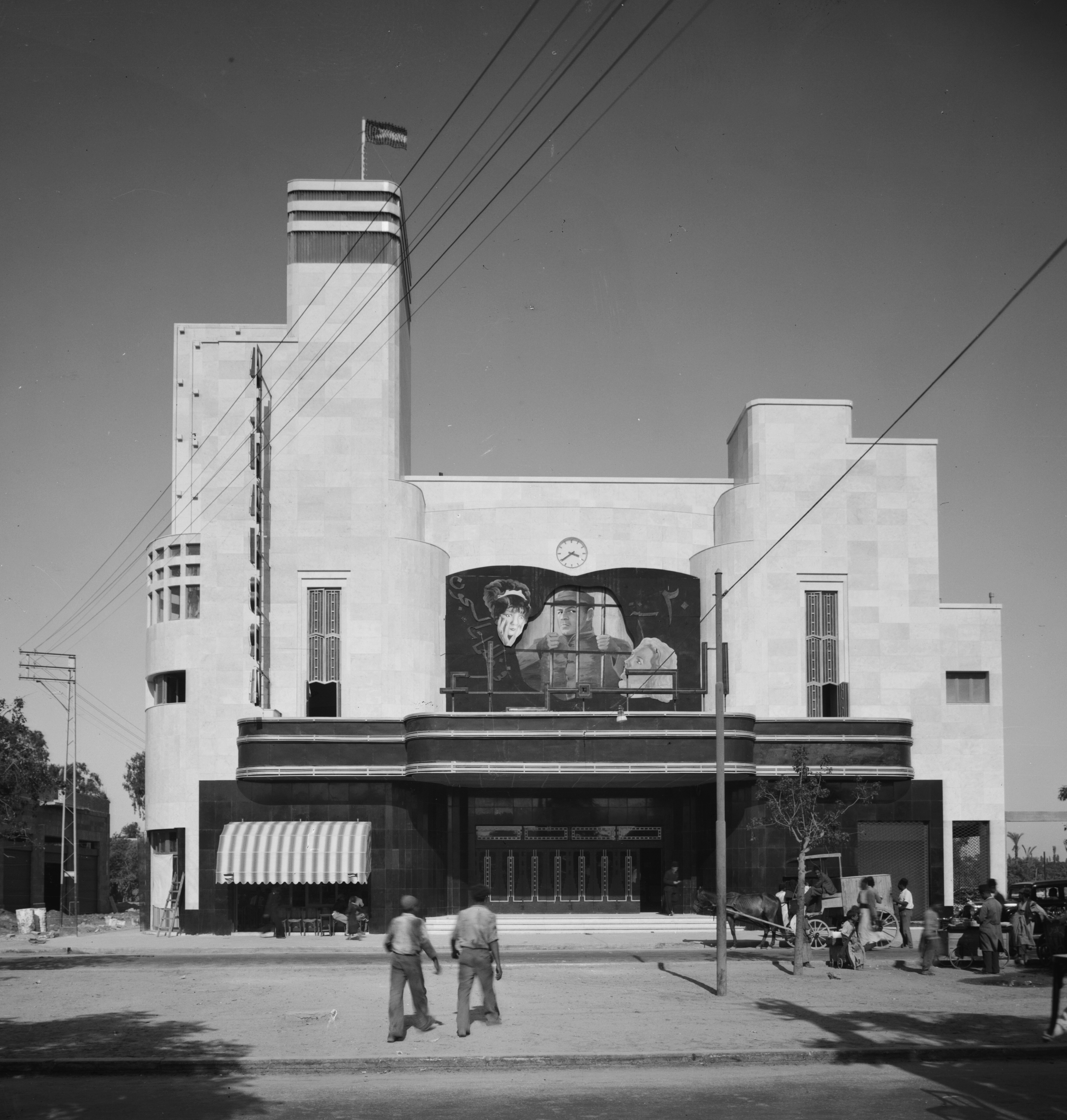
Bandera palestina sobre el cinema Alhambra, Jaffa, 1937

La bandera utilitzada pels nacionalistes àrabs palestins a la primera meitat del segle XX és la bandera de la Revolta àrab del 1916. Els orígens de la bandera són objecte de disputa i mitologia. En una versió, els nacionalistes àrabs van triar el Club Literari a Istanbul a 1909 a partir de les paraules del poeta àrab del segle xiii, Safi al-Din al-Hili:
Pregunteu les altes aspiracions que pugen
Prenem testimoni de les espases, hem perdut l'esperança
Som una banda, l'honor s'atura la nostra ànima
Començar amb mal, els que no ens faran mal
Els blancs són les nostres accions, els negres són les nostres batalles,

Els verds són els nostres camps, el vermell són les nostres espases.
Una altra versió acredita la Young Arab Society, que es va constituir a París el 1911. Una altra versió és que la bandera va ser dissenyada per Sir Mark Sykes de la Foreign Office britànica. Independentment de la història correcta, Sharif Hussein va utilitzar la bandera fins a més tard el 1917 i es va convertir ràpidament en la bandera del moviment nacional àrab a Mashriq.
El 18 d'octubre de 1948, es va adoptar la bandera de la Revolta àrab. L'Organització d'Alliberament de Palestina (OLP) va adoptar oficialment una versió modificada (canviant l'ordre de ratlles) el 1964. El 15 de novembre de 1988 l'OLP va adoptar la bandera com a bandera de l'Estat de Palestina.
Sobre el terreny, la bandera es va utilitzar àmpliament des dels acords d'Oslo, amb l'establiment de l'Autoritat Palestina el 1993. Avui la bandera està volada àmpliament pels palestins i els seus partidaris.

## Prohibició
El 1967, immediatament després de la Guerra dels Sis Dies, l'Estat d'Israel va prohibir la bandera palestina a la franja de Gaza i Cisjordània ocupada. Una llei del 1980 que prohibia les obres d'art de “importància política” va prohibir les obres d'art compostes dels seus quatre colors, i els palestins van ser arrestats per mostrar aquesta obra d'art.
Des de la signatura dels Acords de Pau d'Oslo el 1993, la prohibició s'ha suprimit.
La bandera és regularment confiscada per la policia israeliana.

## Banderes històriques

Versió usada pel Govern del Protectorat de Tota Palestina, semblant a la Bandera de la revolta Àrab.
Bandera que feia anar la Lliga Àrab per a representar Palestina del any 1945 fins aproximadament el 1955.
Versió usada durant la revolta àrab dels anys 1936–1939
Versió amb un triangle més curt, usada per l'Organització per a l'Alliberament de Palestina a partir dels anys 80.